# スリングショット

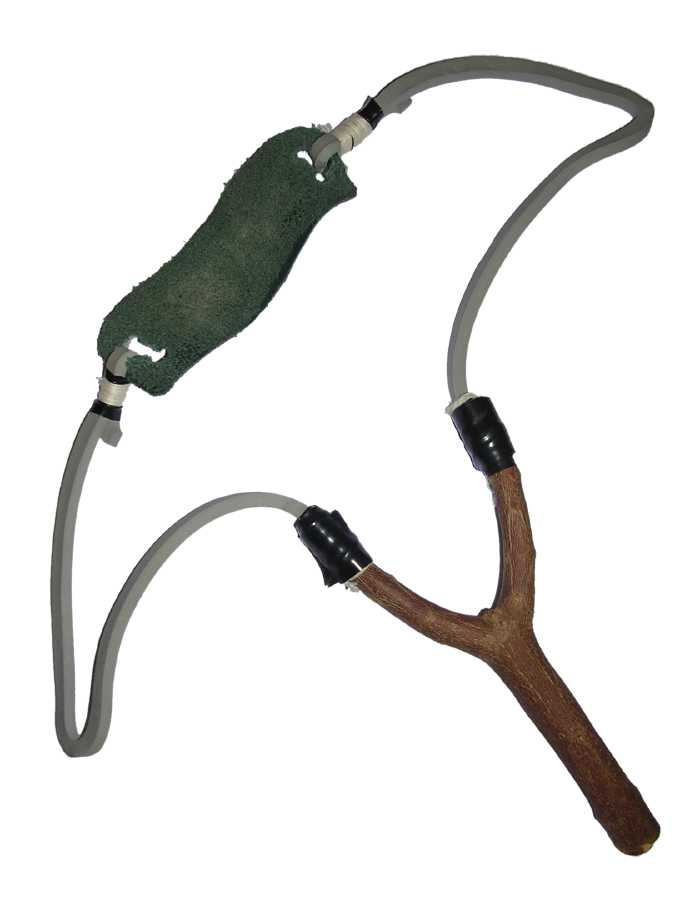
スリングショット

スリングショット（英: slingshot）とは、Y字型の棹をはじめとする枠構造にゴム紐を張ってあり、弾とゴム紐を一緒につまんで引っ張り手を離すと、弾が飛んでいく仕組みの道具。武器や猟具（→狩猟）の一種で、攻城兵器などの大型のものはカタパルト、玩具としての簡易なものはパチンコとも呼ばれる。

## 概要
腕あてで固定し、握りから角状に出る2本の棒にゴムを取り付けたもので、人力をもって引き伸ばし、その反動によって金属製の玉又は小石等を発射させる機能を有する構造が一般的である。日本では、野生動物の追い払い・威嚇、防犯目的で販売されたり、子供向け玩具として販売されたりするが、威力次第では青少年条例の規制を受けることがあり、奈良県では「発射した弾丸の威力が0.05kgf・m/cm以上のもの」が規制されている。
スリングショットは、牽引されたゴム紐に蓄えられた弾性エネルギーの大部分を、弾の運動エネルギーに変換し発射する。用途や求められる威力によって様々な形状があり、玩具としての簡易なものでは前述の通りY字型の棹の上両端にゴムを結わえ付け、その中央に弾を保持する構造を持っているが、強い牽引力でも安定して支えられるよう、手首側に支えがある強力なものも製品として出回っている。最近では弾を持つところに磁石がついていて、複数の小さな弾（散弾）を発射できる工夫が施されたものもある。
弾は必要十分な重さと大きさであれば、石やドングリなどの木の実、金属球など材質を問わない。なお、壁面や岩など硬い的への衝突時に粉々に砕けて離れた場所からでも命中箇所が確認しやすいものも販売されている。
応用として、等身大の飛行模型などの小型の滑空機を飛ばすための発射台として利用される場合もある。

## 日本での利用
獣害対策として、スリングショットの利用が広く見られる。
また、対人用の武器として、昭和天皇パチンコ狙撃事件や安保闘争で用いられたほか、悪質ないたずらにも用いられる。また、海外の大規模デモ報道の「投石」という表現に、スリングショットを使った攻撃も含まれるとする見解がある。海外でもスリングショットを用いた悪質ないたずらが発生している。2023年8月に日本スリングショット協会が発足し競技会・大会を行うなど、日本でもスリングショットを健全なスポーツ化にしようという機運が高まっている。

## スリングショット猟（日本）
スリングショットによる猟は鳥獣保護法では規定されておらず、狩猟免許を必要としない自由猟具を用いた猟に分類される。狩猟免許を必要としないとはいえ、「鳥獣の保護及び管理並びに狩猟の適正化に関する法律」第11条に則り、猟期・猟場・狩猟対象の動物の種類や数などについて法令を順守する必要があり、地域によっては条例による規制（主に青少年対象）を受けるため、事前に自治体に確認することが望ましい。

## スリングライフル
スリングライフルは、スリングショットの一種で、一般的なY字型のフレームに加えて銃床（ストック）やトリガー機構を備えているものを指す。弾性エネルギーを利用する構造はスリングショットと共通だが、ライフルの形状を模したフレームにより、ホールド時の安定性が向上し、強力なゴムを取り付けても比較的正確な照準が行いやすい点が特徴である。
スリングライフルは、海外で害獣駆除や狩猟用に用いられる場合があるほか、日本国内でも狩猟・害獣追い払いなどを目的として使用される。

## 釣り
- カタパルト (catapult)
  - 欧米では釣りの撒き餌にも使われる。フィッシングカタパルトやフィッシングスリングショットと呼ばれる。